# Laboratory of Molecular Biology
Das Laboratory of Molecular Biology (auch LMB) ist eine Forschungseinrichtung in Cambridge, England, deren Wissenschaftler an der Revolution der Molekularbiologie in den 1950er und 1960er Jahren entscheidend beteiligt waren. Seit etwa 1960 ist es ein medizinisches Forschungsinstitut mit vielen unterschiedlichen Schwerpunkten.

## Die Anfänge: 1947 bis 1961
Nach seinem Studium der organischen Chemie verließ Max Perutz 1936 seine Heimat Österreich, ging als Postgraduierter an die University of Cambridge und schloss sich dort der Röntgenkristallographie-Arbeitsgruppe um J. D. Bernal an. Am Cavendish-Laboratorium begann er seine Studien am Hämoglobin, das ihn ein ganzes Leben lang begleiten sollte. Nach dem Tod von Lord Rutherford wurde sein Nachfolger Lawrence Bragg, ein Pionier der Röntgenkristallographie, im Jahre 1938 der neue Cavendish Professor für Physik. Bragg unterstützte in dieser Zeit nachhaltig die Arbeiten von Perutz. Nach dem Zweiten Weltkrieg wandten sich viele Physiker der Biologie zu und brachten neue Methoden und Denkweisen mit. John Cowdery Kendrew schloss sich Perutzs Arbeitsgruppe an, um ab 1946 ein dem Hämoglobin verwandtes Protein zu untersuchen, das Myoglobin. Im folgenden Jahr wurde am Medical Research Council (MRC) unter der Leitung von Harold Percival Himsworth die Arbeitsgruppe gegründet, die „MRC Unit for the Study of the Molecular Structure of Biological Systems“, die sich den Fragen der Strukturbiologie zuwandte. Dieser Gruppe schloss sich 1948 Hugh Huxley an, um über Muskelproteine zu arbeiten. Ab 1949 arbeitete Francis Crick an der Röntgenkristallographie von Proteinen. 1951 kam James Watson an das MRC. 1953 wurde zum Annus mirabilis der Biologie. Watson und Crick entdeckten die Doppelhelixstruktur der DNA. Dadurch wurde klar, dass biologische Information als linearer Code gespeichert und bei der Zellteilung verdoppelt wird. Perutz entdeckte, dass die dreidimensionale Struktur großer Proteine wie die von Myoglobin und Hämoglobin im Prinzip aus röntgenspektroskopischen Daten abgeleitet werden kann, wenn man Molekülgruppen mit schweren Atomen markiert. Huxley entwickelte die Filamentgleittheorie. Im Jahre 1957 wurde die Arbeitsgruppe umbenannt und heißt seitdem „MRC Unit for Molecular Biology“. Im gleichen Jahr stieß Sydney Brenner zu der Gruppe und Vernon Ingram entdeckte, dass die Sichelzellanämie durch den Austausch einer Aminosäure im Hämoglobinmolekül verursacht wird. 1958 erschien Cricks Aufsatz On Protein Synthesis, in dem das zentrale Dogma der Molekularbiologie, die Sequenzhypothese und die Adaptortheorie formuliert wurden. 1961 war Brenner an der Entdeckung der messenger RNA. Im gleichen Jahr entwickelte er zusammen mit Crick die Annahme, dass der genetische Code in Triplets gelesen wird. Alle diese Arbeiten wurden in einem einfachen Gebäude (genannt „The Hut“) durchgeführt.

## Eröffnung des LMB 1962

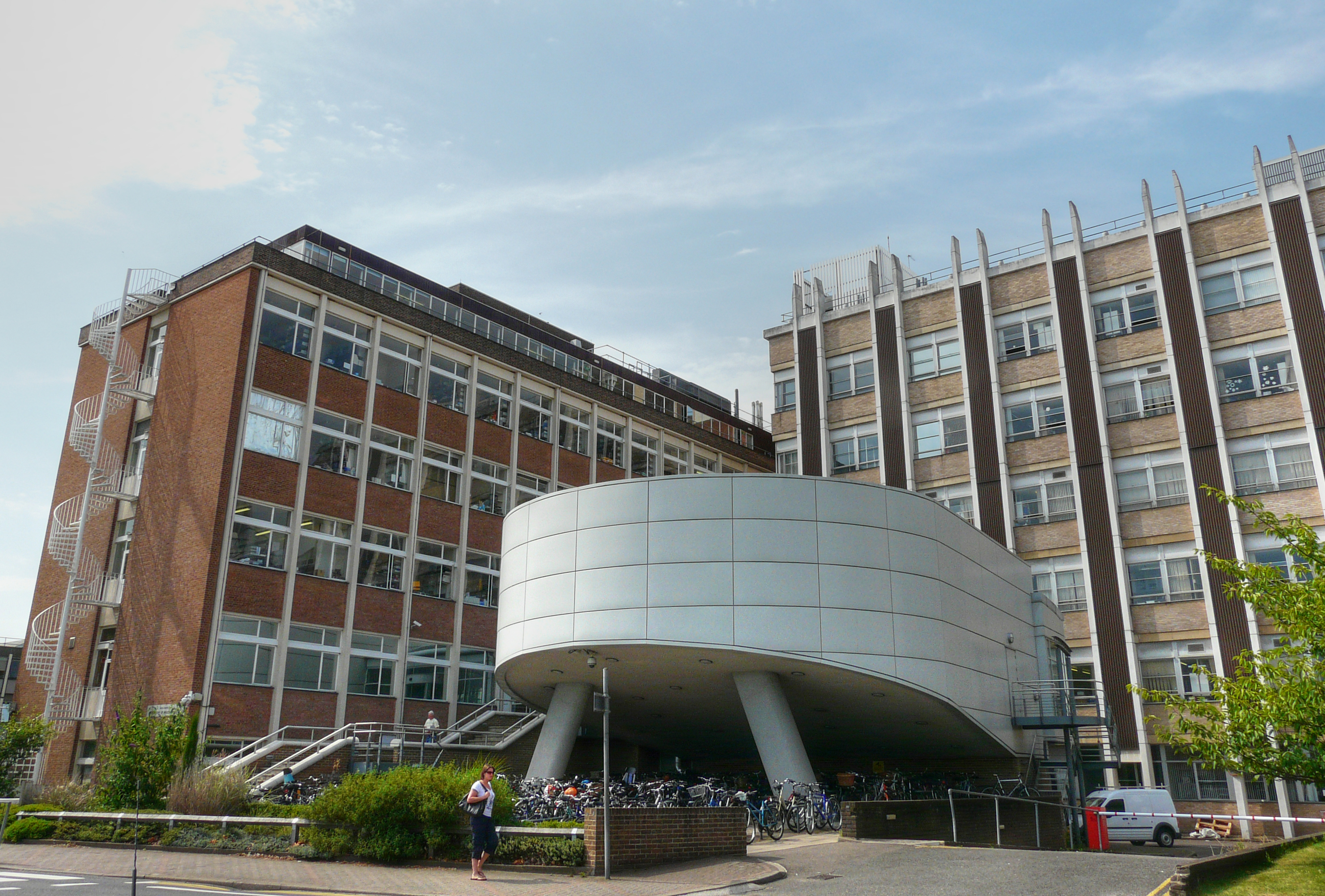
Das LMB Gebäude. Im Vordergrund sieht man den Vorlesungsraum.

Das MRC baute ein neues Laborgebäude außerhalb von Cambridge, das LMB, in welches die Arbeitsgruppe Strukturbiologie des Cavendish 1962 umzog. Zu ihnen gesellte sich neben Fred Sanger’s Arbeitsgruppe, die zuvor am Fachbereich Biochemie beheimatet war auch Aaron Klug, der aus London kam. Sanger hatte für seine Arbeiten zur Sequenzierung von Proteinen (insbesondere des Insulins) 1958 den Nobelpreis für Chemie erhalten. Das neue Labor wurde von Queen Elizabeth II 1962 eröffnet. Wenig später erhielten Kendrew und Perutz Nobelpreis für Chemie und Crick und Watson für Medizin. Perutz leitete das Labor mit seinen drei Abteilungen: Structurbiologie (Kendrew); Molekulare Genetik (Crick); Proteinchemie (Sanger). Insgesamt arbeiteten dort ca. 40 Wissenschaftler. Allerdings nahm ihre Zahl rasch zu, weil viele Post-Docs aus den USA nach Cambridge kamen.

## Molecular Biology: 1962 und danach
Im folgenden Jahrzehnt wuchsen die Erkenntnisse im Bereich der Molekularbiologie rasch. So wurden die dreidimensionale Struktur einer Reihe wichtiger Proteine aufgeklärt, darunter Myoglobin und Hämoglobin. Die Struktur von Chymotrypsin wurde von David Blow erforscht. Das Prinzip des genetischen Codes wurde aufgrund zahlreicher Indizien von Forschern aus der ganzen Welt von Crick aufgeklärt. Man entdeckte zunächst die Start- und Stoppsignale für die messenger RNA. 1966 schlug Crick dann die Wobble-Hypothese vor, die besagt, dass der genetische Code degeneriert ist. Dadurch wird erklärt, dass die Anzahl der für das Ablesen des Codes zuständigen tRNA-Moleküle kleiner ist als die Anzahl rechnerisch möglicher Codons. Sanger entwickelte neue Methoden für die Sequenzierung von RNA und DNA, wofür er 1980 seinen zweiten Chemie-Nobelpreis erhielt. An der Sequenzierung ganzer Genome, war später John Sulston wesentlich beteiligt. John Derek Smith und Sidney Altman untersuchten die Frage, wie aus einem t-RNA-Vorläufer ein reifes t-RNA-Molekül wird. Dies führte später zur Entdeckung der Ribozyme. Aaron Klug klärte die Struktur von tRNAs, entdeckte die Zinkfinger und erhielt dafür 1982 den Chemie-Nobelpreis. Die Struktur der ATP-Synthase wurde von John E. Walker und Andrew Leslie aufgeklärt. Walker erhielt dafür den Chemie-Nobelpreis 1997. Für die Aufklärung der Ribosom-Struktur erhielt Venkatraman Ramakrishnan Chemie-Nobelpreis 2009.

## Ausdifferenzierung der Arbeitsschwerpunkte
Zum Ende der 1960er Jahre wurde klar, dass manche Probleme der Biologie mit den Mitteln der Molekularbiologie lösbar sein können.

### Entwicklungsbiologie C. elegans
Sydney Brenner begann seine Arbeit mit dem Wurm C. elegans im Jahr 1965. Seine Gruppe wuchs bald um die Wissenschaftler, die auch heute den Kern der C. elegans-Forschung bilden. Sulston beschrieb den Entwicklungsweg jeder einzelnen Zelle des kleinen Wurms und John White das komplette Netzwerk seines Nervensystems. Robert Horvitz, der bei der Arbeit mithalf, erhielt 2002 zusammen mit Brenner uns Sulston den Medizinnobelpreis. Jonathan Hodgkin beschrieb die genetischen Mechanismen der Geschlechtsentwicklung von C. elegans und John Gurdon benutzte Froscheier als System zur Translation fremder mRNA. Peter Lawrence begann seine Arbeiten zur Musterformation und half bei der Beschreibung der Kompartimente, die bei Drosophila den Körperbauplan determinieren. Er überzeugte Crick davon, sich für die Fragen morphogenetischer Gradienten zu interessieren, welche zur Musterbildung beitragen.

### Immunologie
César Milstein hat viele Jahre über die Probleme der Vielfalt von Antikörpern gearbeitet. Zusammen mit Georges J. F. Köhler entwickelte er eine Methode zur Produktion von monoklonalen Antikörpern. Dafür erhielten beide 1984 den Nobelpreis für Medizin. Greg Winter war der Pionier der Entwicklung des Antikörper-Engineering. Er fand heraus, wie man neue Antikörper und Antikörper-Fragmente herstellt und nutzt. Sie sind heute in der Medizin unverzichtbar. Eine Arbeit von Leo James im Jahre 2010 zeigte, dass Virusinfektionen nicht nur durch eine Zerstörung befallener Zellen bekämpft werden können, sondern auch mittels des TRIM21-Proteins durch Mechanismen innerhalb der Zelle. Dadurch eröffnen sich neue Möglichkeiten zur Bekämpfung viraler Infektionen.

### Zellbiologie
Weil sich die klassische Molekularbiologie von der Aufklärung der Struktur einzelner Moleküle vermehrt den Problemen der Zellbiologie und Entwicklung zuwandte, wurde die Abteilung für Molekulargenetik in eine für Zellbiologie umbenannt. Mark Bretscher entdeckte, wie durch Phospholipidtranslokatoren die Proteine in der menschlichen Erythrozytenmembran angeordnet werden. Richard Henderson und Nigel Unwin entwickelten die Methode der Elektronenkristallographie um die Struktur des Bacteriorhodopsin aufzuklären. Barbara Pearse entdeckte die Hauptkomponenten des Clathrin, das an der Endozytose beteiligt ist. Mark Bretscher, Hugh Pelham und Sean Munro untersuchten auf welche Weise Proteine in bestimmten Bereichen der Zelle positioniert werden. John Kilmartin untersuchte die Struktur und Funktion der spindle pole bodies. Dabei handelt es sich in der Hefe um Aufhängepunkte für die Chromosomen bei der Zellteilung. Chromosomen stehen seit langem im Mittelpunkt des Interesses am LMB. Initiiert wurden diese Untersuchungen von Roger Kornberg. Er entdeckte eine der Grundformationen der DNA-Kondensierung im Nukleosom und beschäftigte sich auch weiterhin mit den Fragen, wie DNA in der Zelle gefaltet wird.

### Neurobiologie
Eine neue Abteilung für Neurobiologie wurde 1993 ins Leben gerufen. Die Weiterentwicklung der Elektronenkristallographie durch Unwin half bei der Aufklärung der Struktur der Acetylcholinrezeptoren. Michel Goedert hat verschiedene Proteine identifiziert, die mit der Alzheimer-Krankheit im Zusammenhang stehen.

### Messinstrumente und wissenschaftliche Geräte
Der wissenschaftliche Fortschritt beruht nicht selten auf technischen Neuerungen. Das LMB war hier häufig führend, so bei der Sequenzierung von Proteinen und DNA, der Herstellung von monoklonalen Antikörpern, der Entwicklung der Röntgenstrukturanalyse und der konfokalen Mikroskopie.

## Bekannte Alumni
Ständige Mitarbeiter des LMB, die einen Nobelpreis erhielten:
- Frederick Sanger (zweimal) (1918–2013), britischer Biochemiker
- John Cowdery Kendrew (1917–1997), Biochemiker und Molekularbiologe
- Max Perutz (1914–2002), österreichisch-britischer Chemiker
- Francis Crick (1916–2004), britischer Physiker und Molekularbiologe
- Aaron Klug (1926–2018), britischer Biochemiker, Molekularbiologe südafrikanischer Herkunft
- César Milstein (1927–2002), argentinischer Molekularbiologe und Immunologe
- John E. Walker (* 1941), britischer Molekularbiologe
- Sydney Brenner (1927–2019), britischer Biologe
- John Sulston (1942–2018), britischer Biologe
- Venkatraman Ramakrishnan (* 1952), indisch-britisch-amerikanischer Ribosomenforscher und Strukturbiologe

Zeitweise Mitarbeiter des LMB, die einen Nobelpreis erhielten:
- Jim Watson (* 1928), US-amerikanischer Molekularbiologe
- Sidney Altman (1939–2022), kanadischer Physiker und Biochemiker
- Georges J. F. Köhler (1946–1995), deutscher Biologe
- Robert Horvitz (* 1947), US-amerikanischer Entwicklungsbiologe
- Roger Kornberg (* 1947), US-amerikanischer Biochemiker und Professor für Strukturbiologie
- Andrew Fire (* 1959), US-amerikanischer Biologe
- Thomas A. Steitz (1940–2018), US-amerikanischer Molekularbiologe und Biochemiker
- Martin Chalfie (* 1947), US-amerikanischer Biologe
- John Gurdon (* 1933), britischer Entwicklungsbiologe und emeritierter Professor

## Verwaltungsstruktur
Der frühe Erfolg des LMB wurde auch durch eine einfache Verwaltungsstruktur befördert. Das MRC ließ dabei den Wissenschaftlern weitgehend freie Hand, wie sie ihre Angelegenheiten regeln. Perutz legte Wert darauf, dass den Wissenschaftlern in allen Bereichen ihre Arbeit erleichtert wurde. Es gab nur ein Budget, dadurch wurde der Betrieb des Labors preiswerter. Sämtliche Verbrauchsmaterialien können aus einem gemeinsamen Vorrat einfach gegen Unterschrift beschafft werden. Verantwortlich für das glatte Funktionieren war Michael Fuller. Es gab keine formale Hierarchie, was die Zusammenarbeit deutlich verbessert hat. Heute gibt es am LMB 400 Wissenschaftler, davon 130 Post-Docs und 90 Studenten.